# Gobiodon axillaris
Gobiodon axillaris là một loài cá biển thuộc chi Gobiodon trong họ Cá bống trắng. Loài này được mô tả lần đầu tiên vào năm 1875.

## Từ nguyên
Tính từ định danh axillaris trong tiếng Latinh có nghĩa là "ở vùng nách", hàm ý đề cập đến đốm đỏ thẫm (gần như đen) ở gốc vây ngực của loài cá này.

## Phân loại
G. axillaris là loài chị em gần với Gobiodon ater và về mặt di truyền, mặc dù có kiểu hình khác biệt.

## Phân bố và môi trường sống
G. axillaris có phân bố rải rác trên vùng Ấn Độ Dương - Thái Bình Dương, gồm cả Biển Đỏ, xa nhất về phía đông đến Tonga và Fiji, ngược lên phía bắc đến quần đảo Ryukyu (Nhật Bản), giới hạn phía nam đến Úc. Độ sâu lớn nhất mà G. rivulatus được tìm thấy là 20 m.
Qua quan sát thực địa ở đảo Lizard (rạn san hô Great Barrier), G. axillaris ưa sống cộng sinh với Acropora millepora và Acropora nasuta. San hô Acropora, đặc biệt là A. millepora và A. nasuta, đang bị tẩy trắng do ảnh hưởng nghiêm trọng từ sự kiện dao động phương Nam, cũng như acid hóa đại dương. Cá bống Gobiodon không thể sống trên những cụm san hô bị tẩy trắng hoặc phủ đầy tảo, do đó G. axillaris được xếp vào nhóm Loài sắp nguy cấp theo Sách đỏ IUCN.

## Mô tả
Chiều dài cơ thể lớn nhất được ghi nhận ở G. axillaris là 4 cm. Loài này có màu xanh lục với các vạch sọc đỏ.